# Lobodillo flavus
Lobodillo flavus är en kräftdjursart som beskrevs av Johann Moritz David Herold 1931. Lobodillo flavus ingår i släktet Lobodillo och familjen Armadillidae. Inga underarter finns listade i Catalogue of Life.